# Корен-Беной (Ножай-Юртовський район)
Корен-Беной (рос. Корен-Беной) — село у Ножай-Юртовському районі Чечні Російської Федерації.
Населення становить 368 осіб. Входить до складу муніципального утворення Бенойське сільське поселення.

## Історія
Згідно із законом від 20 лютого 2009 року органом місцевого самоврядування є Бенойське сільське поселення.

## Населення
| 1990 | 2002 | 2010 |
| ---- | ---- | ---- |
| 315  | ↘295 | ↗368 |